# Lenz család (budapesti déligyümölcs-nagykereskedő)

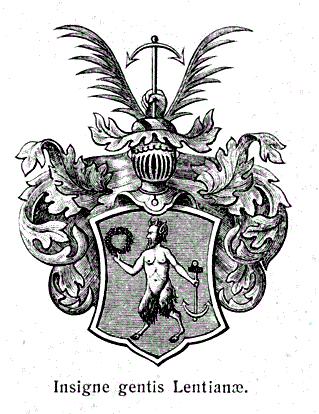
A Lenz család címere

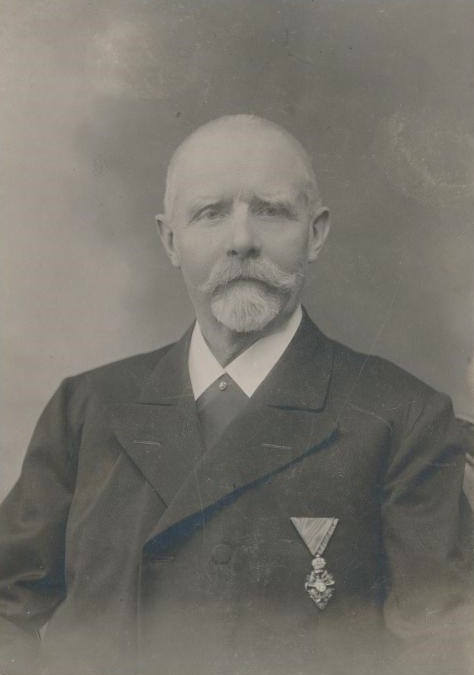
Lenz János Nepomuk (1843–1913) nagykereskedő, a Lenz testvérek cég társtulajdonosa, a Ferenc József-rend lovagja

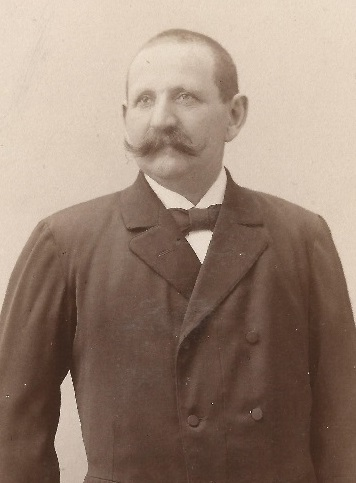
Lenz Gyula (1848-1910), nagykereskedő, a Lenz testvérek déligyümölcs kereskedő cég társtulajdonosa, bérház tulajdonos

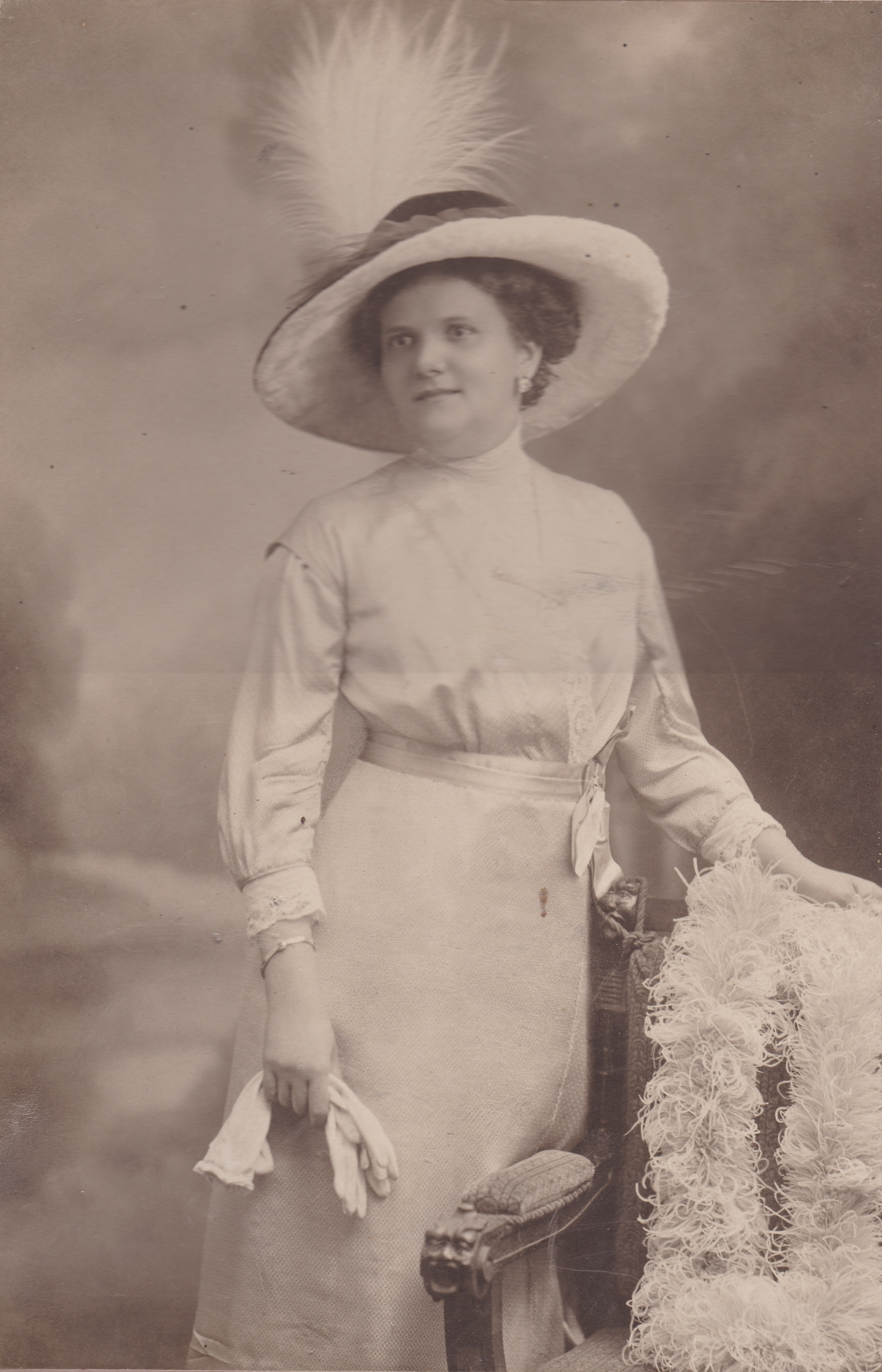
Lenz Gyuláné Gömöry Anna Mária Etelka (1874-1946), Lenz József édesanyja. Férje halála után hosszú évekig a Lenz Testvérek cégvezetője volt

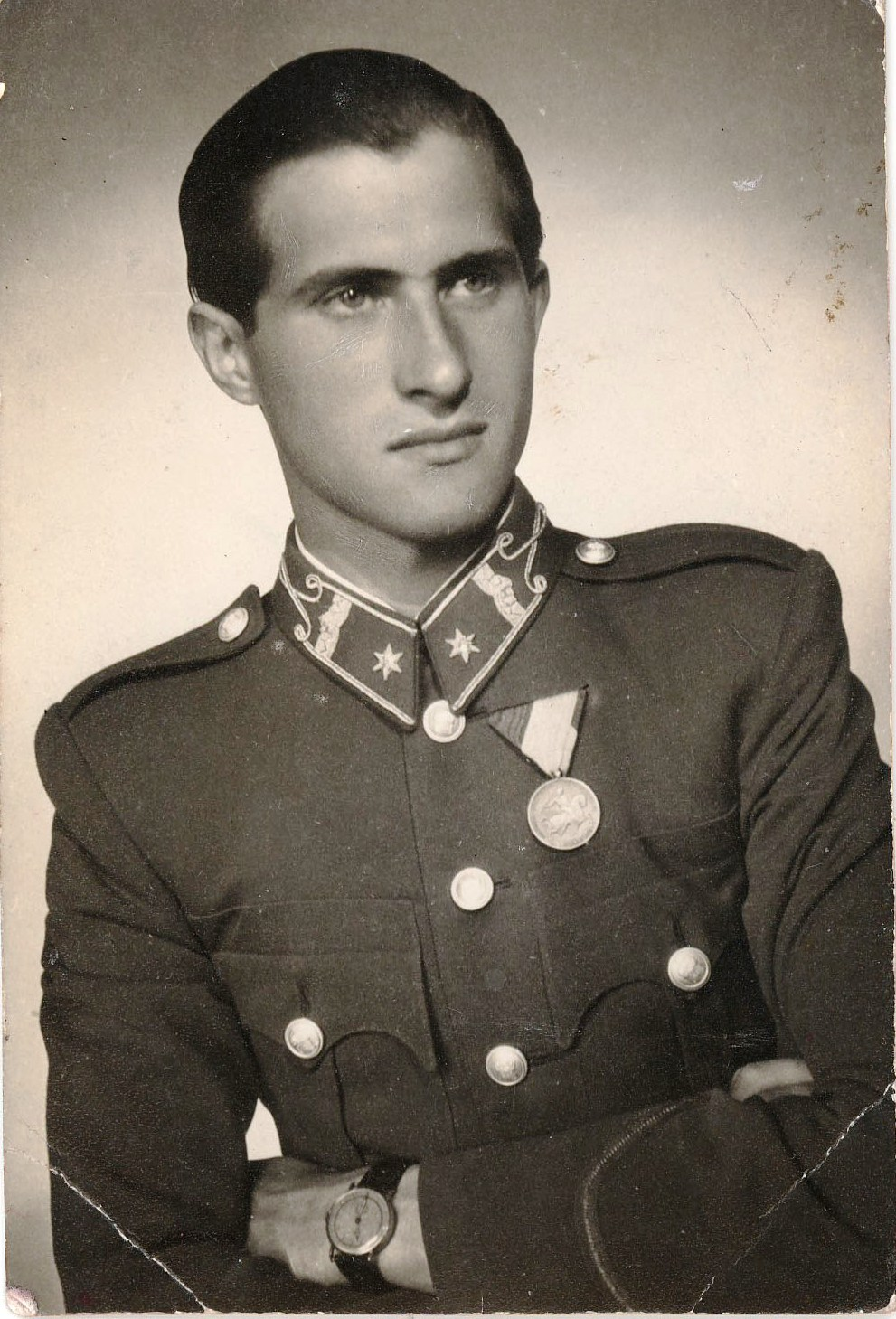
Vitéz Lenz József (1922–1942), tüzér zászlós

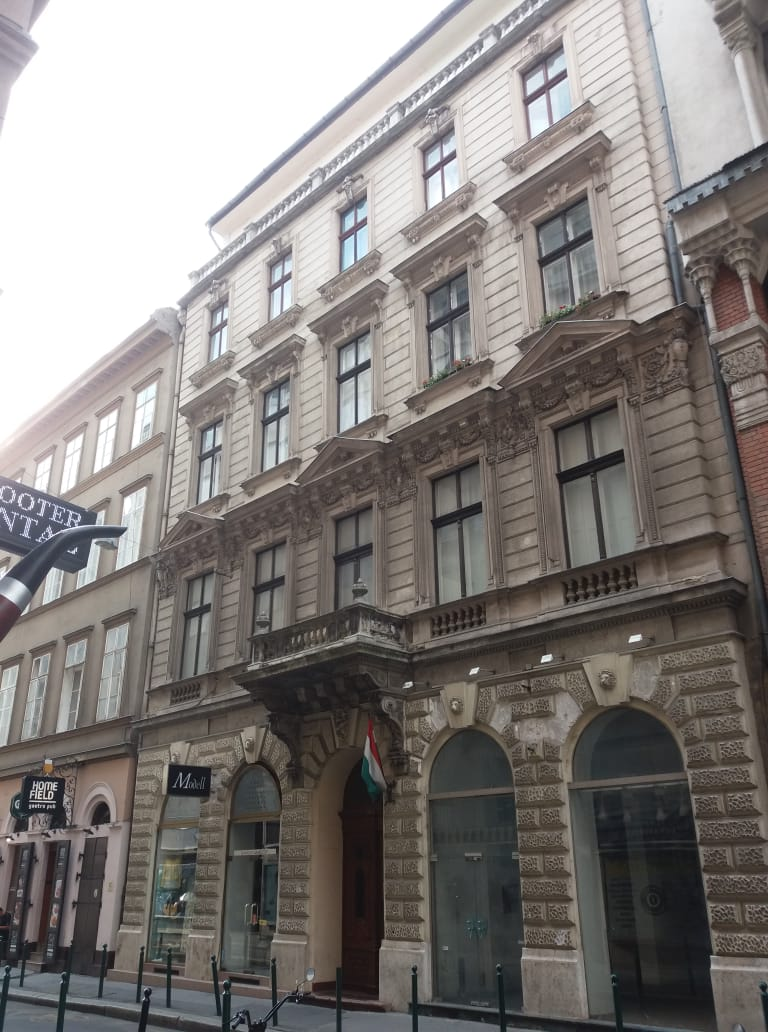
A budapesti Régi posta utca 6. szám alatti „Lenz Testvérek” déligyümölcs kereskedő cég egykori székhelye és egyben a Lenz család bérháza

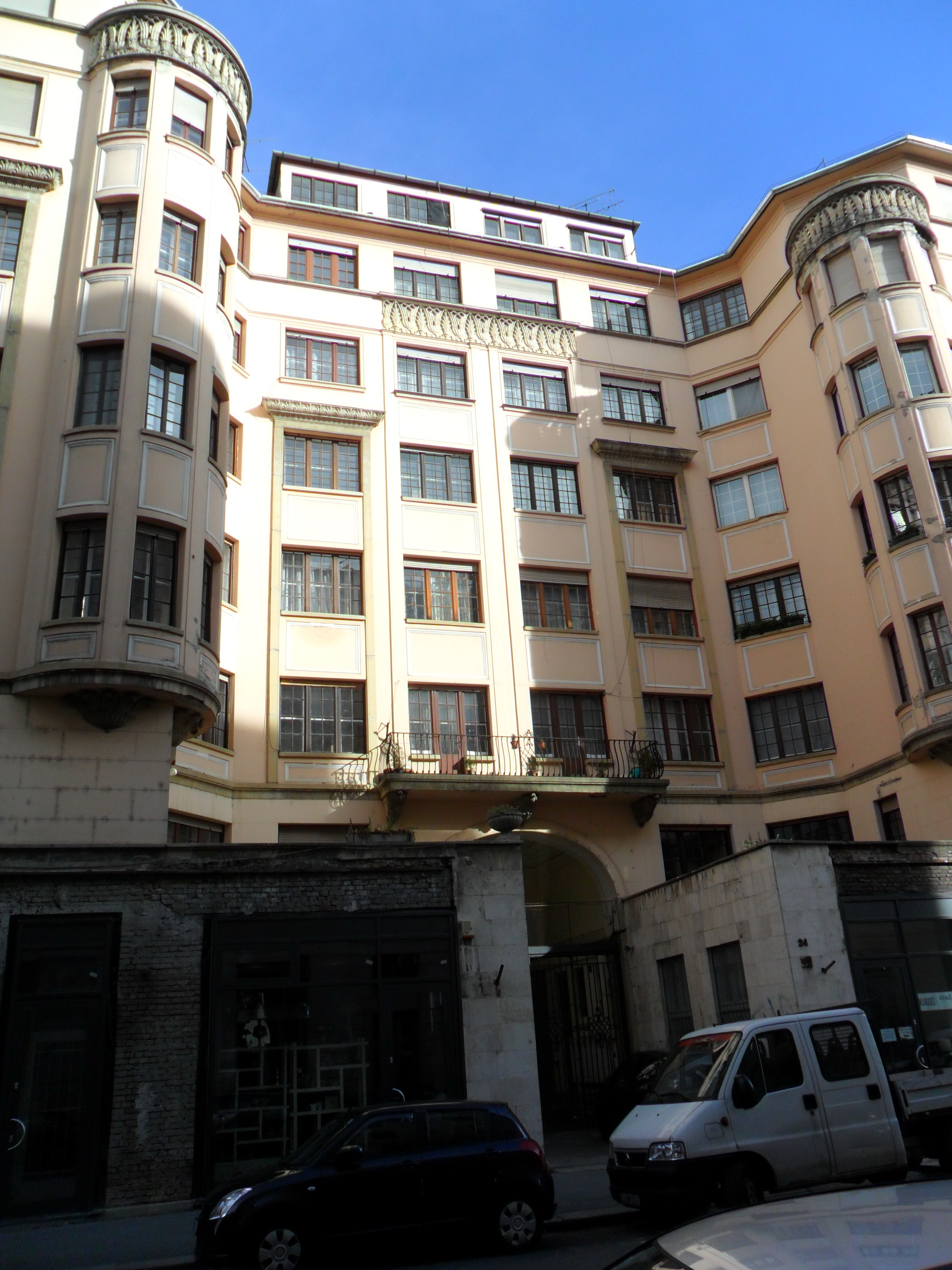
A budapesti Lónyay utca 24-es szám alatti bérházat 1927-ben Lenz József megrendelésére építették át. A „Lenz Testvérek”t déligyümölcs kereskedő cég bérháza és a vállalat központja is volt

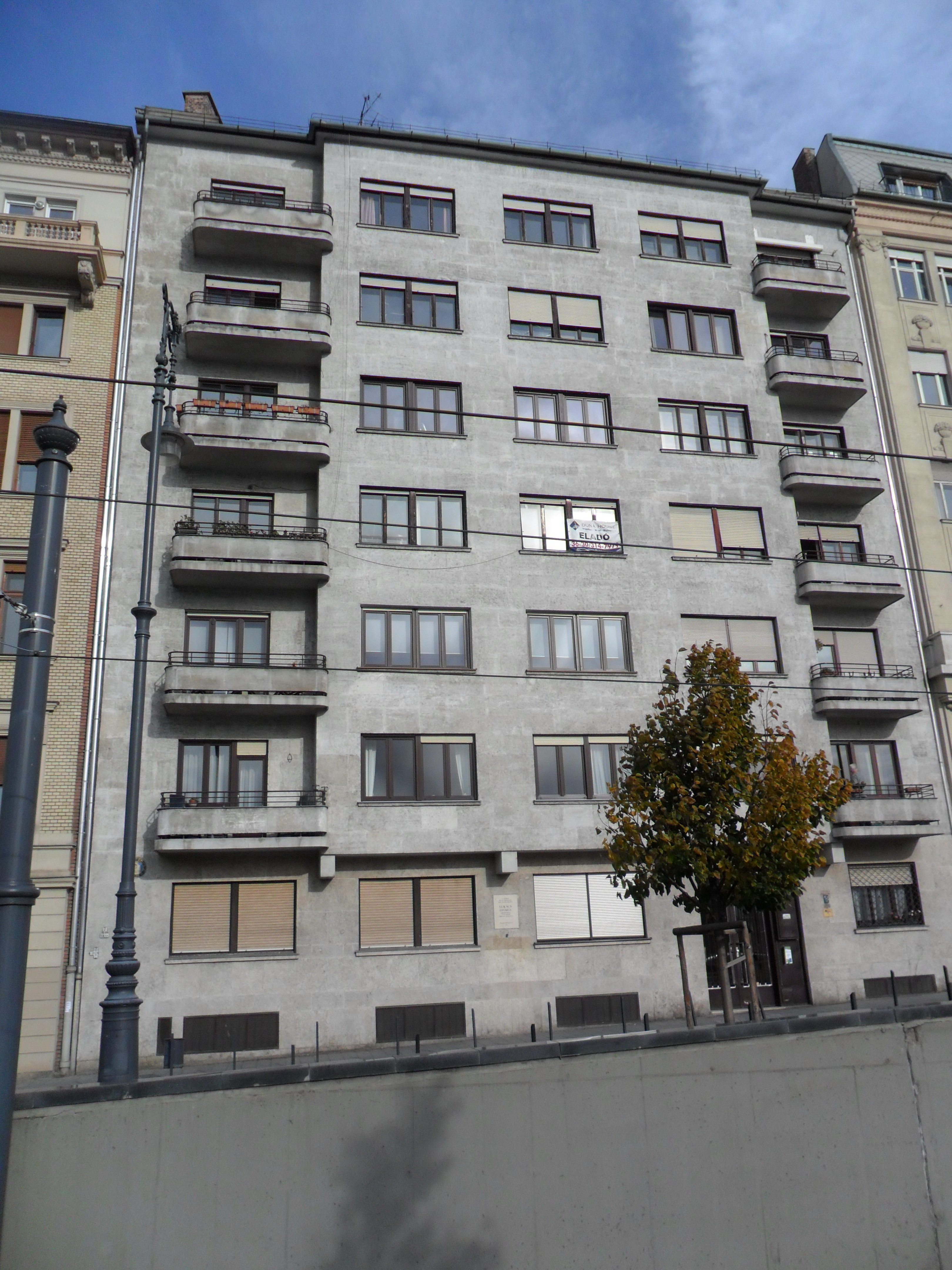
A budapesti Belgrád rakpart (régen Ferenc József rakpart) 2-es számú „Lenz Testvérek” déligyümölcs kereskedő cég bérháza, és egyben Lenz József szülőháza is

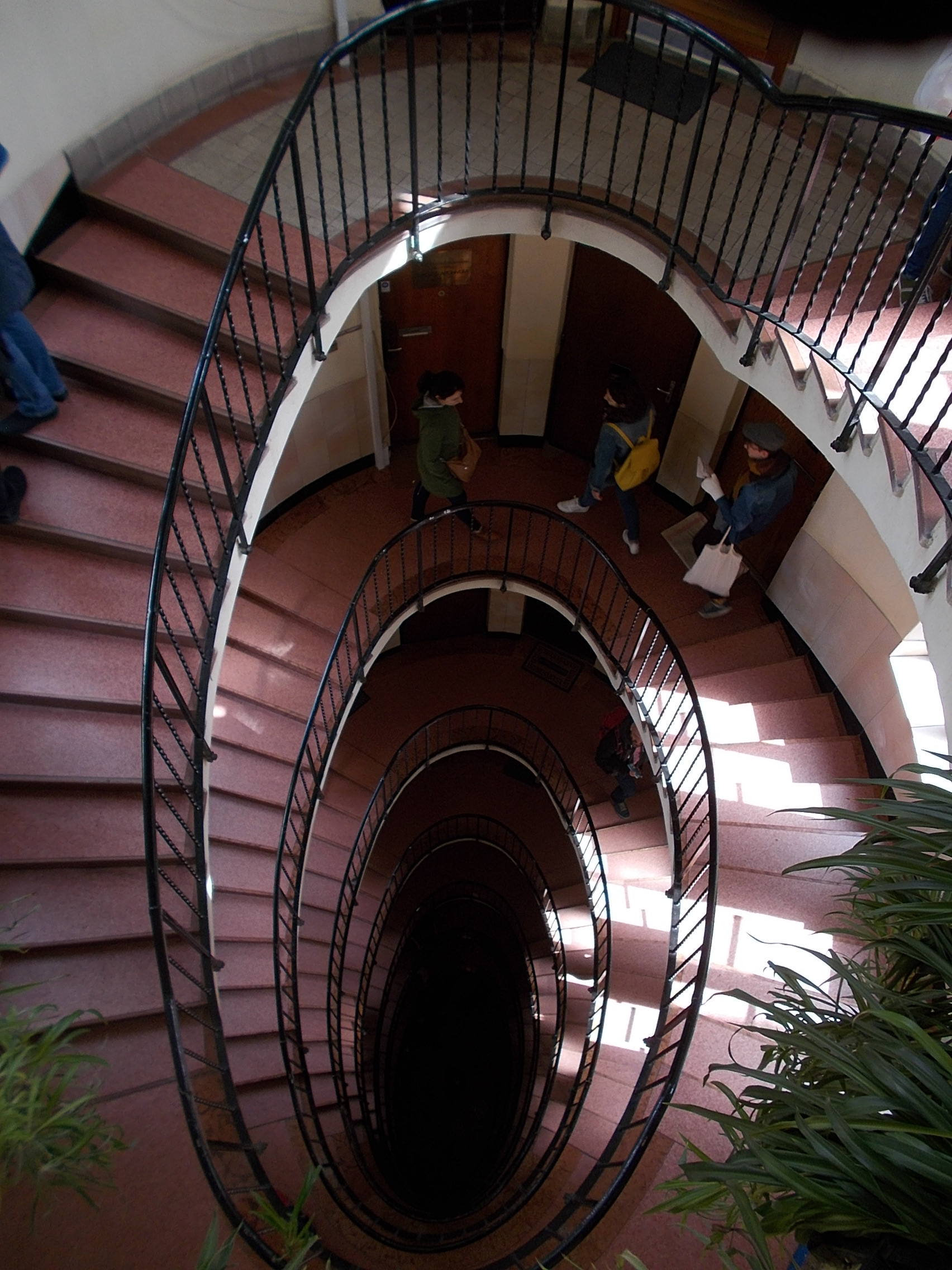
A budapesti Belgrád rakpart (régen Ferenc József rakpart) 2-es számú „Lenz Testvérek” déligyümölcs kereskedő cég bérház ovális lépcsőháza. A belgrád rakpart 2-es szám alatti Lenz család bérházat 1938-ban Möller Károly építész Lenz József nagykereskedő megrendelésére tervezte át

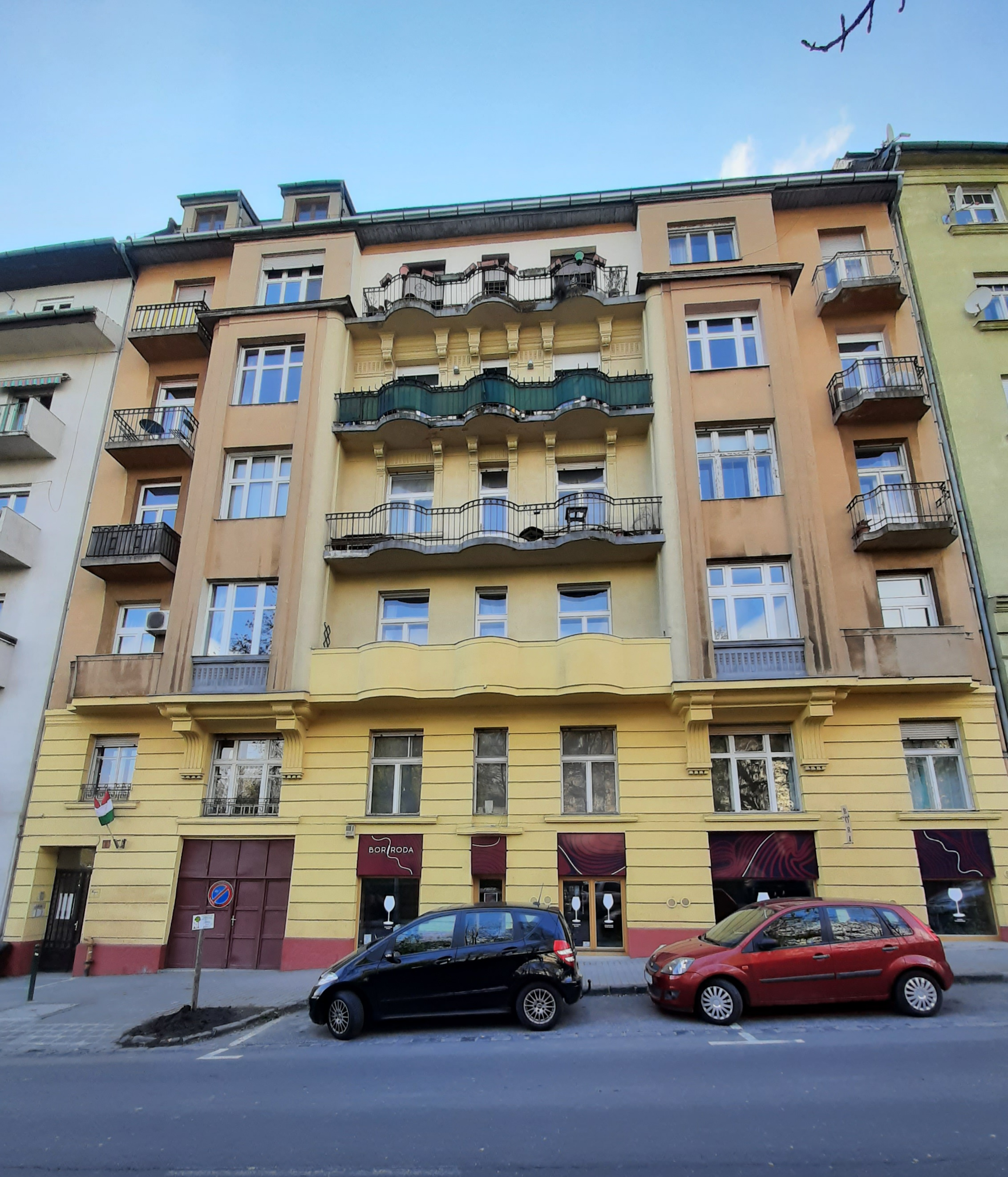
A budapesti Németvölgyi út 6-os számú „Lenz Testvérek” déligyümölcs kereskedő cég bérháza

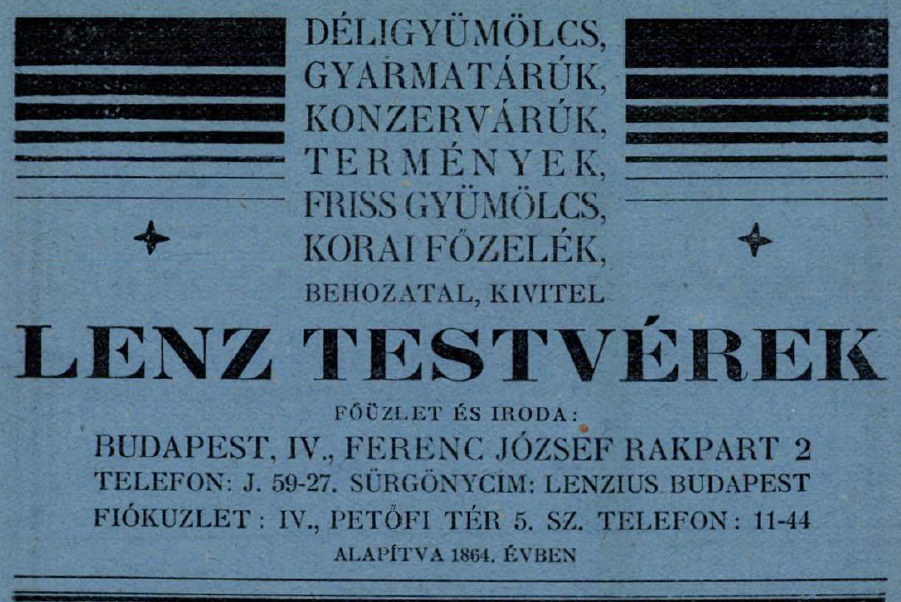
Lenz Testvérek cég reklámja Az Est hármaskönyvéből (1926)

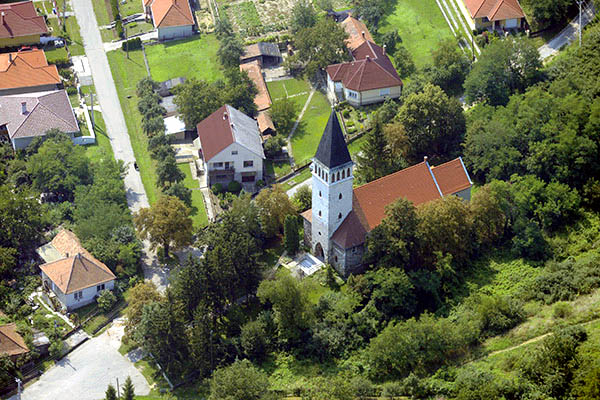
A nyékládházi római katolikus templom, amelyet Lenz József építtetett és adományozott a városnak

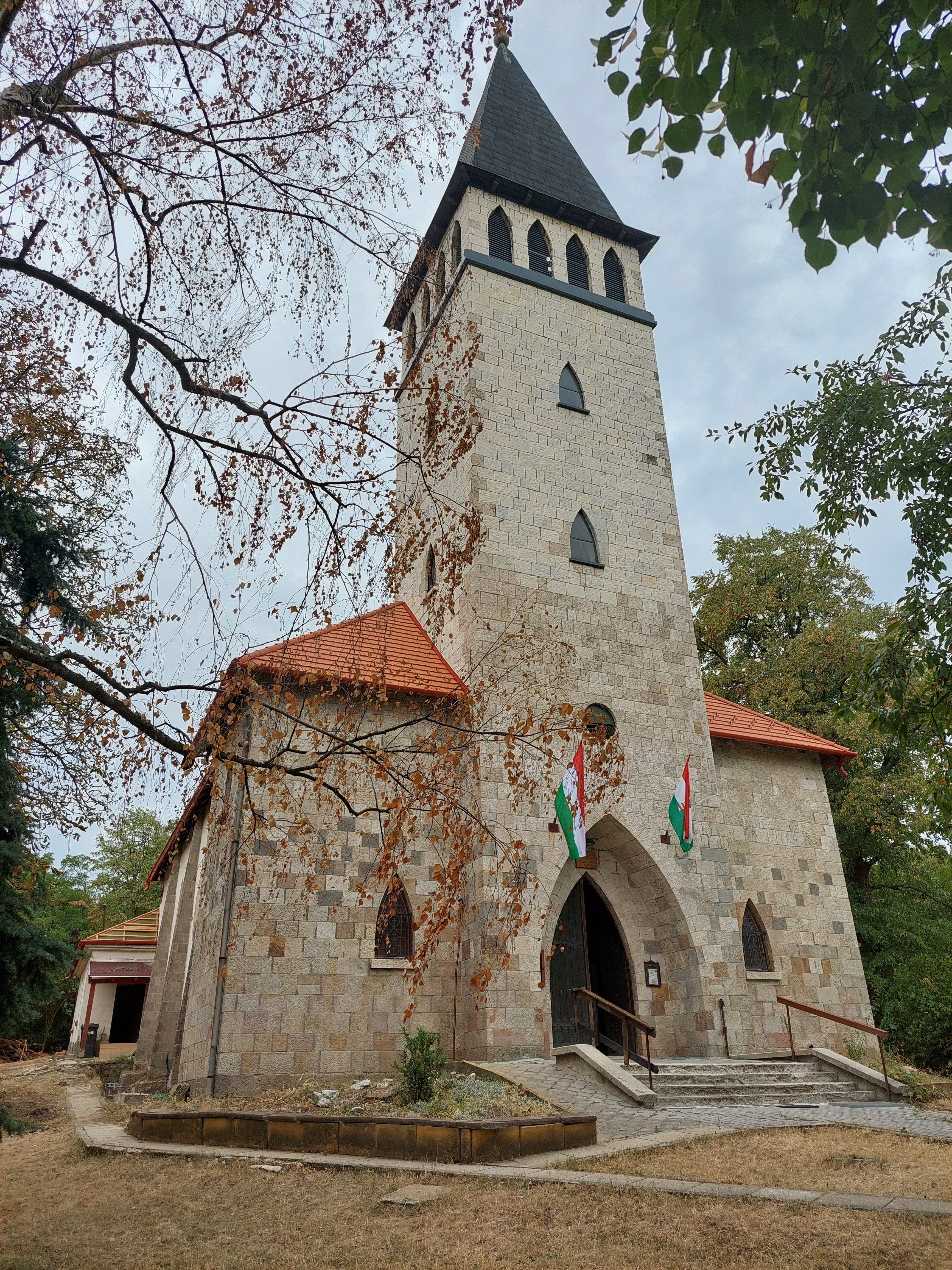
Nyékládháza római katolikus temploma

A Lenz család egy jómódú magyar nagypolgári származású család, amelynek tagjai először a 18. és a 19. század második felében Pozsonyban, majd a 19. század második felétől és 20. század első felében Budapesten éltek. Az előkelő pesti római katolikus patricius család ismeretes volt a szerepe miatt a déligyümölcsök, fűszer és gyarmatárú nagykereskedésben, valamint a karitatív szerepe miatt is. Az 1935. évi téli adókivetések szerint, özvegy Lenz Gyuláné Gömöry Anna (1874–1946), a cég tulajdonosa, a „mammutjövedelmüek” közé tartozott, méghozzá a 6. legvagyonosabb budapesti személy volt; a második világháború végére még magasabb helyre került a listán. Az 1943-ban felszentelt nyékládházi római katolikus neogótikus templomot, a mélyen vallásos katolikus Lenz József kereskedelmi tanácsos építtette, és adományozta a településnek.

## A család története

### A család felemelkedése
A Lenz család egy ősi előkelő római katolikus polgári származású család volt, amely a családi legendárium szerint a svájci Lenzburgból vándorolt ki a középkor végén, majd Wojtaszycéből, Pomerániából elszegényedve került át Magyarországra a 18. század elején. Habár Magyarországon nem nemesi származású, a lenzburgi Lenz család családi címert használt, amely már a 16. században használatban volt német ajkú területeken, ahol a nemesi ranggal bíró elődei virágoztak. Ahogy több más régi germán patricius családnál is előfordult, Lenz József feleségének a családja, a Topits család, szintén címerrel bírt, valamint az ő anyai ági felmenői is, a pék foglalkozású pesti Prückler család; ezek a régi címerek a képük alapján ítélve nem céhekhez való tartozásukra, hanem patrícius kondíciójukra utalnak és keletkezésük ideje ismeretlen.
Lenz Mihály (1751–1825), pozsonyi polgár, vincellér, a 18. század során Pozsonyban lakott szerényebb kispolgári körülmények között. Első neje, Prunner Anna Mária volt; a második felesége, Orschavits Catharina volt, akit 1790. január 10-én vett el a római katolikus pozsony-virágvölgyi plébánián. Lenz Mihálynak a második házasságából született fia, Lenz Ferenc (1791–1826), aki apja szakmáját folytatta. Lenz Ferenc elvette Kollman Katalint, aki több gyerekkel áldotta meg őt; közülük csak Lenz József (1819–1863), pozsonyi kőfaragó mester, vitte tovább a családot. Lenz Józsefet 1819. február 19-én keresztelték meg a pozsonyi római katolikus virágvölgyi plébánián.
Lenz József (1819–1863), pozsonyi kőfaragó mester (Steinmetz, magister lapicida), a Grössling utca 121-es számú házban lakott Pozsonyban; ő volt aki a család vagyonát kezdte megalapozni a kőfaragói szakmájával. 1842. június 29-én, a pozsonyi római katolikus szent mártoni plébánián elvette Skoff Jozefát (1824–1898), Skoff Jakab osztrák cipészmester és Lenner Anna lányát. Lenz József és Skoff Jozefa házasságából három fiú- és egy leány gyermek született: Lenz Gyula (1848–1910), Lenz Ferenc (1851–1926), kereskedelmi tanácsos, és Lenz János Nepomuk (1843–1913) a Ferenc József-rend lovagja, akik a kiegyezés táján Pozsonyból Pestre költöztek át, ahol letelepedtek és gyümölcs és fűszer kereskedő vállalatot alapítottak. Leánytestvérük, az erzsébetfalvai lakó Lenz Lujza (1855-?), aki először a budapesti belvárosi plébánián 1877. január 22-én Szedmák József házastársa lett. Férje halála után Lenz Lujza a budapesti belvárosi plébánián 1892. február 2-án, férjhez ment Pósa Károly (1843–1917) magyar királyi honvédszázadoshoz.

### A „Lenz Testvérek” gyümölcskereskedő cég kezdete
A „Lenz Testvérek” nevű cég déligyümölcs, fűszer és élelmiszer (Südfrüchte Händler) kereskedő vállalat, amelynek az üzemét 1864-ben hozták létre; hivatalosan a „Brüder Lenz” nevű vállalat 1877. október elsején közkereseti társaságként vette kezdetét a Lenz János Nepomuk (1843–1913) és Lenz Ferenc (1851–1926) által létrejött Budapesten. 1880-ban, a IV. kerületben levő Petőfi tér 4-es szám alatt már található az élelmiszer boltja a család által birtokolt többemeletes bérházban. 1890-ben a Lenz Testvérek cég, még két épülettel rendelkezett, a háromemeletes Régi posta u. 6. és a Ferenc József rakpart 2-es (manapság Belgrád rakpart 2-es) szám alatti bérpaloták kerültek a családi vagyonba. Lenz Ferenc nagykereskedő, kereskedelmi tanácsos 1888. április 12-én feleségül vette Aradon Masirevich Ilkát (1863–1928), Masirevich György és Georgievics Krisztina lányát. A násznagyok báró Vogel és Halmay Andor aradi műépítész voltak; nyoszolyóasszonyok báró Vogelné és Halmay Andorné, nyoszolyóleány Steinitzer Irma voltak. Lenz Ferenc és Masirevich Ilona házasságából nem született gyermek. Lenz Ferencné Masirevich Ilona öccse Masirevich György (1865–1941), a Zürichi E. T. H. okl. mérnöke, m. kir. kormány-főtanácsos, akinek nejétől lipniki és ákosi Tóthfalussy Ilonától született fia, ifjabb Masirevich György (1905–1989), építészmérnök. Lenz Ferenc kereskedelmi tanácsos a „Magyar áru-forgalmi statisztikai állandó értékmegállapító bizottság” tagja volt. 1896-ra füge, mazsola, aprószőlő a „Lenz testvérek” cég neve alatt érkezett nagyobb mennyiségekben Magyarországra. Ekkor szintén, különféle zöldséget Batsik A., Almásy A., Horty P., Schopper L., Zank Józsefné, Egréder, Lenz testvérek és Fejes kereskedők mintegy 16,800 q-t hozatnak évente Abony, Tót-Megyer, Pozsony, Vág- Sellye, Jász-Monostor, Zsolna, Znaim, Biesenz stb. vasút állomásokról.
1905. február 8-án az uralkodó Személye körüli magyar miniszter előterjesztése folytán Lenz János Nepomuk budapesti gyarmatárú-kereskedőnek, a kereskedelmi téren szerzett érdemei elismeréséül, a Ferenc József-rend lovagkeresztjét adományozta Ferenc József magyar király; Lenz János Nepomuk élete végéig nőtlen maradt. 1905. februárjában, dr. Falk Miksa, a Magyarországi Hírlapírók Nyugdíjintézetének az elnöke levelet kapott Lenz Jánostól, a „Lenz Testvérek” déligyümölcs nagykereskedői kiviteli és behozatali cég beltagjától, amely szerint a Ferenc József-rend lovagkeresztjével történt kitüntetése alkalmából 500 koronát adott adományként a Magyarországi Hírlapírók Nyugdíjintézete javára. Az 1909-ben zajlott dél olaszországi földrengésben károsultak számára a Magyar Általános Takarékpénztár részvénytársaság ma a kereskedelemügyi minisztérium utján, több előkelő személyiség mellett, a „Lenz Testvérek” cég szintén adományt küldött: 100 koronát.
Lenz Gyula, a középső testvér, 1894-ben már szerepelt mint az I. kerületi Városmajor utca 22-es számú villának tulajdonosa; a háznak 1912-re már saját telefonszáma is volt (166-27). A Petőfi téri üzlet, a székhely már 1906-ra saját telefonszámmal (11-44) is rendelkezett. A 20. század elejére, a jómódú Lenz család nagy hírnevet szerzett a budapesti gyümölcs- és fűszer kereskedő világban. A Lenz Testvérek a 19. század végére kiterjedt nagykereskedői hálózatot épített, és számos ingatlannal rendelkezett Budapesten azonban a már 30 év feletti három fivér nőtlen volt és egyiknek sem volt gyermeke. A kereskedői cégük és a család ingatlanjai sorsát féltve, leánytestvérének, Pósa Károlyné Lenz Hildának az első férjétől, Szedmák Józseftől származó fiát, Szedmák Antalt (1874–1897) 1886. február 25-én minisztériumi engedéllyel Lenz János Nepomuk (1843–1913) örökökbe fogadta; a gyermek a „Lenz Antal” nevet vette fel és a „Lenz Testvérek” esetleges örökösének szánták, azonban 1897-ben váratlanul hunyt el 22 évesen szívszélhűdésben.
Lenz Gyula nagykereskedő végül volt, aki tovább vitte a családot a késői házasságával; a IV. kerületi Ferenc József rakpart 2-es szám alatt lakott a családja egyik bérházában és 1896. május 9-én vette el Budapesten a IX. kerületben az evangélikus vallású dobsinai eredetű polgári származású Gömöry családból való Gömöry Anna Mária Etelkát (1874–1946), akinek a szülei a dobsinai kispolgári származású ágostai hitvallású Gömöry Gottlieb (1838–1908), vadászhadnagy, pesti kereskedő, és a római katolikus Stranszky Hermina (1847–1939) voltak. Lenz Gyuláné Gömöry Annának az anyai nagynénje Stranszky Irma, az adai római katolikus nőegylet társelnöke, akinek a férje Senk Antal (1839–1904), adai nagybirtokos, városi képviselő volt. Lenz Gyula és Gömöry Anna házasságkötéskor Lenz János Nepomuk nagykereskedő, a vőlegény fivére, és Gömöry Gottlieb kiskereskedő, a menyasszony apja voltak a tanúk.
Gömöry Gottliebné Stranszky Hermina atyja, Stranszky Prokop (1809–1871), pesti rézműves, eredetileg prágai születésű volt. Ez a Gömöry család egy evangélikus vallású régi szász buléner kispolgári bányász család volt, amely több évszázadon keresztül virágzott Dobsinán és bányászattal foglalkozott. Ennek a Gömöry családnak az ősei 1326 óta űzték a bányászatot szabad polgárokként. A család legkorábbi említése 1651-ből való és több száz éven át dobsinai városbírák is voltak; felmenői Rákóczi Ferencnek gyártottak fegyvereket a dobsinai bányászok és kohászokkal együtt. Gömöry Gottlieb az 1864-67. évi mexikói önkéntes hadtest magyarországi résztvevői között volt, amikor Habsburg–Lotaringiai Miksa főherceg a mexikói trón elfoglalásáért utazott Amerikába vadászhadnagyként. Gömöry Gottlieb visszatérése után nem Dobsinába ment, hanem Pesten telepedett le, és 1870. szeptember 4-én feleségül vette Stranszky Herminát a Deák téri evangélikus templomban. Lenz Gyuláné Gömöry Anna apai nagyapja, Gömöry András (1810–1879), uradalmi gazdatisztként dolgozott Felsőhámoron; apai nagyanyja, Gömöry Andrásné Springer Zsuzsanna volt. Másrészt, Lenz Gyuláné Gömöry Anna húgának, Gömöry Irénnek (1888–1958) a férje, dr. Lux Gyula (1884–1957), nyelvész, tanügyi főtanácsos, a Magyar Királyi Állami Német-nyelvű tanítóképző Líceum alapítója és igazgatója volt. Lenz Gyuláné Gömöry Anna és Lux Gyuláné Gömöry Irén apai nagyapjának, Gömöry András (1810–1879) felsőhámori uradalmi gazdatisztnek az öccse, Gömöry Simon (1813–1879), dobsinai vasgyári tiszt, akinek az unokája, vitéz Gömöry Árpád (1882–1943) magyar királyi tábornok (vezérőrnagy), az Osztrák Császári Vaskorona-rend lovagja, a „Dobsinai Társaskör” tagja volt. Lenz Gyuláné Gömöry Annának egy elsőfokú unokatestvére Gömöry László (1868–1934), csendőrezredes, a Ferenc József-rend lovagja volt.
1887-ig, a „Lenz Brüder” közkereseti társaság beltagjai, Lenz János és Lenz Ferenc voltak, akik a társulat képviseletére egyformán jogosultak; a középső testvér, Lenz Gyula, ekkor társtagi minősége és önálló cégjegyzési jogosultsága szintén be volt cégezve már 1885-től. 1898-ra Lenz Gyula szerepelt mint a Lónyay utca 24-es bérház tulajdonosa. A Lenz Testvérek cég társtulajdonosai 1889-től 1911-ig hivatalosan Lenz Ferenc és Lenz Gyula fivérek voltak; 1911-től, pedig özvegy Lenz Gyuláné Gömöry Anna volt a cégtulajdonosa. Lenz Gyulát pár nappal a halála után, 1910. december 18-án, temették el a Farkasréti temetőben, Bakács János belvárosi plébános végezte a szertartást. Elhalt Lenz Gyula és az üzletből kilépett Lenz Ferenc társtagi minőségüknek és cégjegyzési jogosultságuknak megszűnése mellett, maga a cég a „Lenz Testvérek” magyar cégszöveggel és az üzletet örökösödés útján 1911. május 20-án özv. Lenz Gyuláné született Gömöry Anna budapesti lakos, déli gyümölcs- és főzelékkereskedő, mint egyedüli cégbirtokos szerezte meg. 1917-ben a Pesti Magyar Kereskedelmi Banknál a „Lenz Testvérek” cége 90 000 koronát fektetett be hadikölcsönbe. A „Friss- és Déligyümölcs, Konzerváru- és Főzeléknagykereskedők Országos Egyesülete” mintegy 80 tag részvételével 1918. február 3-án tartotta évi közgyűlését a kereskedelmi és iparkamarában Lenz Ferenc elnök vezetésével, aki megnyitójában kiemelte, hogy az egyesületnek a magyar közgazdasági életben fontos hivatással biró gyümölcs-, zöldség- és konzervkereskedelem szervezése terén kifejtett munkássága teljes eredménnyel járt s nemcsak a fővárosi, hanem a vidéki érdekeltség is az egyesülethez csatlakozott.

### A család aranykora
Lenz Gyula (1848–1910) és Gömöry Anna Mária Etelka (1874–1946) házasságából két fiú- és egy leánygyermek született: Lenz József (1897–1965), tartalékos huszárszázados, kereskedelmi tanácsos, nagykereskedő, földbirtokos, bérház tulajdonos, aki a jómódú Topits Klárát (1901–1993), Topits Alajos József (1855–1926), tésztagyáros lányát vette feleségül; ifjabb Lenz Gyula (1898–1968), kereskedő, földbirtokos, és dr. tolcsvai Nagy Barnáné Lenz Hilda (1899–1982), a honvédelmi minisztérium miniszteri tanácsosnak, miniszteri osztályfőnöknek a felesége. Az ősrégi nemesi tolcsvai Nagy családból való kálvinista felekezetű tolcsvai Nagy Barna (1890–1973) szülei tolcsvai Nagy Miklós (1857–1934), nyírmihálydi földbirtokos és körvélyfai Körtvélyfáy Ida (1861–†?) voltak; tolcsvai Nagy Barna 1919. március 1-jén Budapesten feleségül vette Lenz Hildegard Zsuzsánnát. Ifjabb Lenz Gyulán titokban házasodott össze Mariazellben a grünburgi születésű Maria Blodererrel (1906–1973), a művelt osztrák származású nevelőnővel, aki eredetileg Lenz József és Topits Klára gyermekeit tanította. Ifjabb Lenz Gyula és Bloderer Mária házasságából három gyermek született: Gyula, Hilda és Marianne.
Lenz Gyula halála után, özvegye, Gömöry Anna vitte tovább a kereskedő céget, erős kézzel tartotta fenn. 1918-ban az Országos Postás-Kórház javára ahogy több adakozó is, a „Lenz Testvérek” kétszáz koronás adományt küldött. Lenz Gyula és Gömöry Anna legidősebb fia, a Pázmány Péter Tudományegyetemen jogot tanuló Lenz József, az első világháború kitörésekor háromévi harctéri szolgálatra jelentkezett. Géppuskás alakulatnál szolgált századparancsnokként, és számos hadi kitüntetést is kapott. Az első világháború során elszenvedett sebesülése (1918) miatt később leszerelték. Ezután a Honvédelmi Minisztériumba került mint segédfogalmazó. 1919. januárban miniszteri fogalmazó lett, de a kommün alatt Olaszországba ment, és csak a Tanácsköztársaság bukása után érkezett vissza Magyarországra. Az 1919-ben zajlott budapesti román megszállás alatt a „Lenz Testvérek” cég gyümölcseit a román hadseregek foglalták le, amely nagy anyagi vesztességet jelentett a családi cégnek.
Az első világháború után Lenz József vette át a cég irányítását. 1920. május 8-án feleségül vette a római katolikus pesti születésű Topits Klárát (1901–1993), akinek a szülei Topits Alajos József (1855–1926), a „Topits József fia” nevű Első Magyar gőztésztagyár tulajdonosa, Ferenc József-rend lovagja, és Eckstein Franciska Ottilia (1870–1945) voltak. Topits Klára tekintélyes ős régi nagypolgári felmenői között az osztrák származású Prückler család található; Topits Józsefné Prückler Klára (1833–1908) Lenz Józsefné Topits Klára apai nagyanyja volt, aki egyben Prückler József (1804–1866) pesti pékmester, 1848-as honvéd alhadnagy, pesti bérház tulajdonosnak a lánya volt. Lenz József és Topits Klára házasságából 4 fiú és egy leány gyermek született: vitéz Lenz József István (1922–1942), tüzér zászlós; Lenz Klára (1924–2013), textilművész, földbirtokosnő, bérház tulajdonos, akinek a férje, a Zala vármegyei tekintélyes ősrégi nemesi őri és boldogfai Farkas családból való boldogfai Farkas Endre (1908–1994) vezérkari őrnagy volt; Lenz János (1926–1996); Lenz István (1944) és Lenz Franz (1945).
1924-ben Lenz Ferenc (1851–1926), kereskedelmi tanácsosról illetősége unokaöccseire, Lenz Józsefre és Lenz Gyulára (IV, Ferenc József-rakpart 2. sz, IV, Régi posta u. 6. sz.) szállt át hivatalosan. Lenz József kereskedelmi tanácsos, a cégnek és a Lenz családnak vagyonát meglehetősen gyarapította. Lenz József a cég központját is áthelyezte; az apja által megvásárolt Lónyay utca 24-es szám alatti épületet 1927-ben teljesen átépíttette Art déco vonásokkal, valamint több emeletet ráépíttetett hét emeletes, nyolcszintes bérházat létrehozva Möller Károly építész tervezete szerint. A Lónyay utcai Lenz Testvérek bérháza díszítését, a híres Karl Ferenc szobrászművész készítette. A földszintjére helyezte át a családi cég székhelyét, ahol raktárak is voltak, a többi emeleten közel 50 bérlakás helyezkedett el. 1933-ban Jugoszláviával részint mák és lencse, illetve diókompenzációs üzletet létesítettek. A „Diótörők Országos Egyesülete” és a „Lenz Testvérek” ekkor összesen 1200 mázsa diót hozhattak be; innentől fogva a mazsola kereskedés monopóliuma a „Lenz Testvérek” kezében volt az 1930-as évekbeli Magyarországon.
Az 1935. évi téli adókivetések szerint, özvegy Lenz Gyuláné Gömöry Anna, a cég tulajdonosa, a „mammutjövedelmüek” közé tartozott, méghozzá a 6. legtehetősebb budapesti személy volt. 1937-ben hirdették az újságban, hogy a Petőfi téren 73 évig volt üzletet házlebontás miatt a Régi posta utca 6. szám alá helyezték át. Ugyanebben az évben szintén hirdették a sajtóban, hogy negyven vagon befogadóképességű hűtőház építés Budaörsön és Budafokon zajlott, amelyekben tárolni tudják majd az egész Budavidék őszibaracktermését. Ez a mennyiség majdnem teljes egészében Angliába tendált és az előző évek kiviteléhez képest jelentősen nagyobb terjedelmű lett. Möller Károly építész terveivel készült el 1937-ben a budaörsi hűtőház, amelyet őszibarack tarolásra használtak. 1938. január végén Lenz József megvásárolta a Németvölgyi út 6-os számú 5 emeletes bérpalotát; a háború végére pedig a Corvin tér 3-as és a Corvin tér 5-ös számú bérpaloták is a tulajdonát képezték. Barátja, Vattay Antal altábornagy révén, Nyékládházán vásárolt 205 kataszteri holdas birtokot már az 1920-as évek elején; bükkaranyoson, Kesznyétenen is szerzett földeket. A Debrecen melletti Pac nevű településen, 1941-ben vásárolta meg a Wolf Lipót cégtől egy kastélyt és 284 kh-as szőlőjét, amelyet onnantól Lenz kastélyként ismerték.
Lenz József nagykereskedő egyetlen leánya, Lenz Klára (1924–2013), textilművész, 1942. május 21-én kötött házasságot Városmajoron, Budapesten, az ősrégi dunántúli római katolikus nemesi boldogfai Farkas család leszármazottjával, boldogfai Farkas Endre (1908–1994) vezérkari századossal, akinek a szülei dr. boldogfai Farkas István (1875–1921), jogász, a Sümegi járás főszolgabirája, és persai Persay Erzsébet Julianna (1885–1913) voltak. A vőlegény apai nagyszülei boldogfai Farkas Ferenc (1838–1908), Zala vármegye számvevője, pénzügyi számellenőre, földbirtokos, a "Zalavármegyei Gazdasági Egyesületnek" a tagja, és nemesnépi Marton Zsófia (1842–1900) voltak; anyai nagyszülei pedig persai Persay Gyula (1855–1924), zala-novai gyógyszerész, vármegyei bizottsági tag, "Nova és Vidéke Takarékpénztár Részvénytársaság" vezérigazgatója, földbirtokos, és nemeskéri Kiss Erzsébet Mária Klementina Alojzia (1867–1888) voltak. A boldogfai Farkas család tagjai jelentős 19. századi személyiségekkel álltak rokonságban mint például Kisfaludy Sándorné Szegedy Rozával, Széll Kálmánnal, Rosty Pállal, valamint báró Eötvös Józseffel is; erős baráti szálakat pedig Deák Ferenchez fűztek. A második világháború alatt boldogfai Farkas Endre a Közellátási minisztérium országmozgósítási osztály vezetője volt. A házasságkötésekor a tanúk dr. forintosházi Forintos György (1902–1958), jogász, igazságügyi minisztérium osztályfőnöke, miniszteri tanácsos, akinek a neje, boldogfai Farkas Margit (1905–1990), a vőlegény nővére, valamint dr. tolcsvai Nagy Barna (1890–1973), honvédelmi minisztérium miniszteri tanácsosa, miniszteri osztályfőnök, író, a menyasszony nagybátyja voltak. Lenz József, a házaspár számára hozományként adott át egy általa vásárolt 1 576 kataszteri holdas uradalmat (Tiszadobhoz 1 154, Kesznyétenhez 422 kataszteri hold tartozott), amely a Szabolcs vármegyei Tiszadob mellett helyezkedett el. Annak az uradalomnak a központja, a Boldogfai Farkas–Lenz-kúria volt. A kocsordosi uradalom mellett, Farkas Endre és Lenz Klára egy 35 kataszteri holdas vámospércsi, valamint 459 kataszteri holdas újlétai földet birtokoltak. Összesen 2 070 kataszteri holdja volt a házaspárnak négy településen.
Lenz József kereskedelmi tanácsos, Nyékládházán 205 kataszteri holdas gazdasága volt, bükkaranyoson 54 kataszteri holdas, Kesznyétenen, ahol 935 kh-as és Debrecen-Pacon, ahol 281 kh-as földje volt. Összesen Lenz József 1 475 kataszteri holdja volt négy településen.
Az 1943-ban felszentelt nyékládházi római katolikus neogótikus templomot, a mélyen vallású katolikus Lenz József építtette és adományozta a településnek. Czapik Gyula egri érsek szentelte fel személyesen, és a szertartás után átadta Lenz Józsefnek a "Pro Ecclesia et Pontifice érdemrendet" XII. Piusz pápa nevében és tolmácsolta a Szentatya elismerő köszönetét. A templom kriptájában, a Don kanyarban elhunyt fia, ifjabb Lenz József (1922–1942), tüzér zászlós nyugszik. Másrészt, a hősi halált halt fia emlékére, a Budapesti Piarista Gimnázium több diákjának adott ösztöndíjat, kezdeményezés, amelynek a neve "Lenz József-alapítvány" volt.

### Az emigrációban
A család 1944-ben elhagyta az országot, és később a kommunizmus alatt, az összes ingatlanát államosították meg. Az 1945-ös Nagy Imre-féle földreform alatt a család földbirtokait elvették tőlük. Svájcban, Zürichben laktak, ahol Lenz József, tovább tevékenykedett a kereskedelemben és folyamatosan küldött „szeretetcsomagokat” a magyar rokonainak, barátainak azok ismerőseinek. Ilyen módon nagy mennyiségű kávét és más árut küldtek, amelyet Magyarországon a címzettek eladhattak a háború utáni szörnyű krízis alatt, hogy a mindennapi megélhetésüket megoldhassák. Az első szeretetcsomag 1946. március 1-jén indult el, és ezt Mindszenty József hercegprímásnak küldte, akit veje, boldogfai Farkas Endre révén ismert meg az 1940-es évek elején. Lenz József, boldogfai Farkas Endre, neje, Lenz Klára, fiával a két éves Farkas Ákossal, valamint az asszony öccsével, Lenz Jánossal, 1946. szeptember 20-án elindultak az "M.S. Bolivia" nevű hajóval a svédországi Göteborgból, majd október 6-án szálltka le a hajóról a venezuelai La Guaira kikötőbe. 1948-ban, Lenz Józsefné Topits Klára, Lenz István és Ferenc gyermekeivel, valamint kis unokájával, Farkas Teodórával érkeztek Svédországból La Guairába, Venezuelába, az "SS Katoomba" nevű hajóval. A Lenz család a "Comercial Helvecia" ékszer-óra kereskedést indított Kolumbiában és Venezuelában: Farkas Endre és neje, Lenz Klára Caracasban maradtak, és Lenz József és neje, Topits Klára Bogotában telepedtek le. Bogotában Lenz József nevelte fel János, István és Franz gyermekeit. Földbirtokot vásárolt a kolumbiai vidéken, a magyar tájakhoz hasonló környéken a Boyacá megyei Sotaquirá mellett. Itt megalkotta azt, amitől élete megfosztotta: a Nueva Debrecen (Új Debrecen) nevű kolumbiai majorságát, amely később végül legidősebb fiúgyermekére, Lenz Jánosra (1926–1996) szállt. 1950 körül az ékszer-óra vállalkozás kudarcba fulladt, és ezután Lenz József egészsége fokozatosan romlott; agydaganatot diagnosztizáltak, amelyet egy I. világháború alatti sérülés okozhatott. Lenz József halálára a család kimenekített és megőrzőtt vagyona jelentősen elapadt.
Boldogfai Farkas Endréné Lenz Klára, a kolumbiai „Avianca” légitársaságnak dolgozott légiutas-kísérőként, és az a többnyelvűsége miatt a bogotai „El Dorado” repülőtéren tolmácsként tevékenykedett. Szabad idejében, Farkasné Lenz Klára gobelinművészként jeleskedett: gyűjteményének egy részét, később Nyékládháza városának adományozta, amelyet mai napig állandó kiállításban megtekinthető. 1975-ben Mindszenty József hercegprímás először Venezuelába utazott boldogfai Farkas Endre meghívására az ottani magyarságot megismerni, majd ez után a látogatás után egy rövid időre Kolumbiába utazott, Lenz Klárával, fivéreivel, Lenz Jánossal, Lenz Ferenccel, Lenz Istvánnal, és anyjukkal, özvegy Lenz Józsefné Topits Klárával, valamint Gróza József római katolikus pappal találkozott, akik a kolumbiai magyar közösséget képviselték.
Lenz József és Topits Klára fia, Lenz János, felnőtt korára repülő kapitány lett Kolumbiában, és több évtizedig dolgozott az "Avianca" nevű kolumbiai légitársaságnak. Lenz János elvette a kolumbiai származású Stella de los Rios hölgyet, akitől egy fiú- és egy leány gyermeke született: Lenz Juan Carlos és dr. Anderson Patné dr. Lenz Carolina, mindkettő szenvedélyes magán repülőpilóta. Dr. Andersonné dr. Lenz Carolina 2013-ban lett az első nő aki Phd képzést szerzett légi közlekedésben; az "Embry-Riddle Aeronautical University"-en (ERAU) végzett az Egyesült Államokban, intézmény, amelynek a professzora is lett. Dr. Andersonné dr. Lenz Carolina az IAC (International Aerobatic Club) alelnöke. Dr. Lenz Carolina férje, az amerikai származású dr. Anderson Pat Richard, szintén az "Embry-Riddle Aeronautical University"-en (ERAU) professzora, valamint az "Eagle Flight Research Center" igazgatója is. Lenz János és De los Rios Stella fia, Juan Carlos Lenz, szintén szenvedélyes magán repülőpilóta, aki a "Patrulla Aérea Civil Colombiana" tagja; az önkéntesekből álló NKSZ, egészségügyi termékeket szállít nehezen hozzáférhető kolumbiai vidékekre szegény családok számára. 2017. február 27-én Madridban, Juan Carlos Lenznek, és önkéntes társainak VI. Fülöp spanyol király a "Premio Derechos Humanos Rey de España", Spanyol Király emberi jogok díjat adományozta. A budapesti nagypolgári Lenz család fiúági, valamint leányági leszármazottjai manapság Magyarországon, Kolumbiában, Venezuelában valamint Spanyolországban élnek; akik még a "Lenz" vezetéknevet viselik és méghozzá Lenz Gyulától (1848–1910) és Gömöry Annától (1874–1946) származnak összesen 9-en vannak világszerte.

## A család jelentősebb tagjai
- Lenz József (Pozsony, 1819. február 12.– Pozsony, 1863. március 3.), kőfaragó mester, háztulajdonos.
- Lenz János Nepomuk (Pozsony, 1843. szeptember 24. – Budapest, 1913. április 13.), nagykereskedő, a Lenz testvérek cég társtulajdonosa, a Ferenc József-rend lovagja.
- Lenz Gyula (Pozsony, 1848. március 27. – Budapest, 1910. december 15.), nagykereskedő, a Lenz testvérek cég társtulajdonosa, bérház-tulajdonos.[64]
- Lenz Ferenc (Pozsony, 1851. november 27. – Budapest, 1926. szeptember 3.), nagykereskedő, a Lenz testvérek cég társtulajdonosa, kereskedelmi tanácsos, a "Friss- és Déligyümölcs, Konzerváru- és Főzeléknagykereskedők Országos Egyesülete" elnöke, bérház-tulajdonos.[65]
- Lenz Gyuláné Gömöry Anna Mária Etelka (Budapest, 1874. február 24.– Budapest, 1946. november 19.), kereskedőnő, bérház-tulajdonos. Férje halála után hosszú évekig a "Lenz Testvérek" cégvezetője; 1935-ben Budapest hatodik legvagyonosabb adófizetője.
- Lenz József János (Budapest, 1897. március 18. – Bogotá, Kolumbia, 1965. március 14.), nagykereskedő, kereskedelmi tanácsos, a "Pro Ecclesia et Pontifice" érdemrend tulajdonosa, tartalékos huszár százados, a "Gyümölcsexportőrök és Importőrök Egyesülete" elnöke, a "Déligyümölcs-kereskedők Egyesülete" alelnöke, a "Magyar Gyümölcskiviteli Egyesülés” intéző bizottságának a tagja, a "Gyümölcs-, Zöldség- és Élelmiszer-kereskedők Országos Egyesülete" elnök-jelöltje, földbirtokos, bérház-tulajdonos, "Lenz testvérek cég" társtulajdonosa.
- Lenz Hildegard Zsuzsánna (Budapest, 1899. október 2.–Budapest, 1982. október), akinek a férje, dr. tolcsvai Nagy Barna (Nyírmihálydi, 1890. július 7.–Debrecen, 1973. március 17.), honvédelmi minisztérium miniszteri tanácsosa, miniszteri osztályfőnök, író.
- Lenz József István, vitéz (Budapest, 1922. június 25. – Korotojak, Voronyezsi terület, Szovjetunió, 1942. augusztus 20.), katona, az azonos nevű nagykereskedő fia
- Lenz Klára Mária Hermina (Budapest, 1924. június 30.– Madrid, 2013. február 16.), textilművész, földbirtokosnő, bérház-tulajdonos. Férje: boldogfai Farkas Endre (1908–1994) vezérkari őrnagy, földbirtokos.

## A Lenz család családfája
- A1 Lenz Mihály (1751–1825), pozsonyi polgár, vincellér. 1.f. Prunner Anna Mária; 2.f. Orschavits Catharina.
  - B1 (második házasságból) Ferenc (1791–1826), pozsonyi polgár, vincellér. Neje: Kollman Katalin
    - C1  József (Pozsony, 1819. február 12.– Pozsony, 1863. március 3.), kőfaragó mester, háztulajdonos. Felesége: Skoff Jozefa (Pozsony, 1824. március 5.– Budapest, 1898. november 4.)
      - D1 János Nepomuk (Pozsony, 1843. szeptember 24. – Budapest, 1913. április 13.), nagykereskedő, a Lenz testvérek cég társtulajdonosa, a Ferenc József-rend lovagja, bérház-tulajdonos. Nőtlen.
      - D2 Gyula (Pozsony, 1848. március 27. – Budapest, 1910. december 15.), nagykereskedő, a Lenz testvérek cég társtulajdonosa, bérház-tulajdonos. Felesége: Gömöry Anna Mária Etelka (Budapest, 1874. február 24.– Budapest, 1946. november 19.), kereskedőnő, bérház-tulajdonos.
        - E1 József János (Budapest, 1897. március 18. – Bogotá, Kolumbia, 1965. március 14.), nagykereskedő, kereskedelmi tanácsos, a "Pro Ecclesia et Pontifice" érdemrend tulajdonosa, tartalékos huszár százados, a "Gyümölcsexportőrök és Importőrök Egyesülete" elnöke, a "Déligyümölcs-kereskedők Egyesülete" alelnöke, a "Magyar Gyümölcskiviteli Egyesülés” intéző bizottságának a tagja, a "Gyümölcs-, Zöldség- és Élelmiszer-kereskedők Országos Egyesülete" elnök-jelöltje, földbirtokos, bérház-tulajdonos, "Lenz testvérek cég" társtulajdonosa. Neje: Topits Klára Mária (Budapest, 1901. november 21.–Bogotá, 1993. június 17.)
          - F1 József István, vitéz (Budapest, 1922. június 25. – Korotojak, Voronyezsi terület, Szovjetunió, 1942. augusztus 20.), hadapród őrmester, aki hősi halált szenvedett. Nőtlen.
          - F2 Klára Mária Hermina (Budapest, 1924. június 30. – Madrid, 2013. február 16.) magyar gobelinművész, kocsordosi, valamint újlétai földbirtokos asszony, világutazó, műkincsgyűjtő. Férje: boldogfai Farkas Endre István (Nova, Zala vármegye, 1908. október 6. – Caracas, Venezuela, 1994. november 18.), vezérkari őrnagy, a Magyar Érdemrend lovagkeresztjének tulajdonosa, földbirtokos.
          - F3 János (Budapest, 1926. október 20. – Bogotá, Kolumbia, 1996. július 28.). Neje: De los Rios Stella.
            - G1 Juan Carlos
            - G2 Patricia Carolina, dr. Férje: dr. Anderson Pat.

          - F4 István. Neje: Sanchez Piedad Nancy.
          - F5 Franz. Neje: González Mária Cristina.

        - E2 Gyula (Budapest, 1898. augusztus 23. – Budapest, 1968. augusztus 25.), nagykereskedő, tartalékos főhadnagy, bérház-tulajdonos. Neje: Bloderer Mária (Grünburg, 1906. augusztus 23. – Budapest, 1963. április 24.) 
          - F1 Marianne. Férje: Török József
          - F2 Gyula. Nőtlen.
          - F3 Hildegard. Férje: Galambos Károly

        - E3 Hildegard Zsuzsánna (Budapest, 1899. október 2.–Budapest, 1982. október). Férje: dr. tolcsvai Nagy Barna (Nyírmihálydi, 1890. július 7.–Debrecen, 1973. március 17.), honvédelmi minisztérium miniszteri tanácsosa, miniszteri osztályfőnök, író.

      - D3 Ferenc (Pozsony, 1851. november 27. – Budapest, 1926. szeptember 3.), nagykereskedő, a Lenz testvérek cég társtulajdonosa, kereskedelmi tanácsos, a "Friss- és Déligyümölcs, Konzerváru- és Főzeléknagykereskedők Országos Egyesülete" elnöke, bérház-tulajdonos. Felesége: Masirevich Ilona (1863.–Szeged, 1928. július 25.)
      - D4 Alojzia "Lujza" Zsuzsanna (Pozsony, 1855. december 25.). 1.f. Szedmák József, kereskedő. 2.f.: Pósa Károly (Csernovic, 1843. április 17.– Pesterzsébet, 1917. szeptember 28.), m. kir. honvédszázados.

## Emlékezete
- Debrecenben a „Lencz-telep”-ről tévesen gondolták, hogy Lencz Géza (1870–1932) egyháztörténész, egyetemi tanár nevét viseli, azonban, a Lenz-telep a valójában a paci Lenz-kastély melletti hatalmas parkjában épült.
- Budaörsön 2012. november 30-án a Heimatmuseumban Lenz Klára és édesapja, Lenz József emléknapja zajlott. A nyékládházi falikárpit gyűjteményéből egy hetes kiállítás nyílt a Budaörsi dr. Luntz Ottokár Kertbarát Egyesület szervezésével. A kiállításon alsóőri és boldogfai Farkas Endréné Lenz Klára lánya, özv. Mayoralné alsóőri és boldogfai Farkas Teódora madridi gyárosnő, valamint Lenz Klára unokája, alsóőri és boldogfai Farkas Ákos András, okleveles nemzetközi politológus, történész hallgató, genealógus vettek részt mint díszvendégek. A rendezvényt a Budaörsi dr. Luntz Ottokár Kertbarát Egyesületből Nagy Sándorné Nyíri Ágnes szervezte.[66]
- Budaörs – 2013. november 26-án a Budaörs vasútállomás melletti névtelen tér megkapta hivatalosan a Lenz József tér nevet.[67]
- Budaörs – 2015. március 17-én a Budaörsi Kert Barátok egyesülete szervezésével zajlott a budaörsi templom téri régi posta épületében a Lenz József halála 50. évfordulója megemlékezése és Lenz Klára gobelin kiállítása, amelyen a nyékládházi gyűjteményt is kiállították. Boldogfai Farkas Ákos András, okleveles nemzetközi politológus, okleveles történész, genealógus, boldogfai Farkas Endréné Lenz Klára unokája, előadást tartott a Lenz Testvérek cég és Lenz József történetéről, majd a gyűjteményhez adományoztak egy portré másolatot Lenz Klára nagyapjáról, Lenz Gyuláról. A kiállitás főszervezője Nagy Sándorné Nyíri Ágnes a Budaörsi Kert Barátokból volt.[68]
- Budapest – 2018. november 29-én a "Budaörsi Kert Barátok" szervezésével az Arany János utca 10-es szám alatti Aranytíz kultúrházban zajlott egy konferencia: Teleki András Phd történész hallgató, alsóőri és boldogfai Farkas Ákos András, okleveles történész, okleveles nemzetközi politológus, genealógus, és Szekeres-Ugron Villő művészettörténész hallgató előadást tartottak a Lenz család és Lenz József karitativ szerepéről, a Lenz család történetéről az emigrációban valamint Lenz Klára textiljeiről egyaránt. A konferencia után a nyékládházi és a budaörsi textilgyűjteményt lehetett megtekinteni a kiállító teremben. A kiállitás a Budaörsi Kert Barátokból Nagy Sándorné Nyíri Ágnes főszervezővel, valamint Vizy László, építész, festőművész, helytörténész, az Aranytíz Helytörténeti Klub elnökének a közbenjárásával zajlott.[69]